# GPR142
GPR142, G protein-spregnuti receptor 142, je protein koji je kod čoveka kodiran GPR142 genom.

## Literatura
1. ↑  Fredriksson R, Hoglund PJ, Gloriam DE, Lagerstrom MC, Schioth HB (2003). „Seven evolutionarily conserved human rhodopsin G protein-coupled receptors lacking close relatives”. FEBS Lett. 554 (3): 381—8. PMID 14623098. doi:10.1016/S0014-5793(03)01196-7.
2. ↑  „Entrez Gene: GPR142 G protein-coupled receptor 142”.

## Dodatna literatura
- Vassilatis DK; Hohmann JG; Zeng H;  . (2003). „The G protein-coupled receptor repertoires of human and mouse.”. Proc. Natl. Acad. Sci. U.S.A. 100 (8): 4903—8. PMC 153653 . PMID 12679517. doi:10.1073/pnas.0230374100.
- Matsuo A; Matsumoto S; Nagano M;  . (2005). „Molecular cloning and characterization of a novel Gq-coupled orphan receptor GPRg1 exclusively expressed in the central nervous system.”. Biochem. Biophys. Res. Commun. 331 (1): 363—9. PMID 15845401. doi:10.1016/j.bbrc.2005.03.174.